# Sergio Dalma
Josep Sergi Capdevila i Querol, més conegut pel nom artístic de Sergio Dalma, (Sabadell, 28 de setembre de 1964) és un cantant català.

## Carrera professional
Sergio Dalma va iniciar la seva carrera musical actuant amb orquestres i cors, fins que es va donar a conèixer amb el programa Gent d'aquí, del circuit català de TVE, que li va valer un contracte a la sala Shadows (de Barcelona). Encara com a Josep Capdevila, l'any 1987 va posar veu al disc El Profeta, amb lletra de Khalil Gibran i editat per Produccions Pedralbes. Sergio va fitxar per la discogràfica Horus, que el 1989 va editar el seu primer disc oficial, Esa chica es mía. Tot i que no va tenir gaire èxit, la discogràfica li va donar una nova oportunitat amb Sintiéndonos la piel, el 1991. Aquest mateix any, Sergio Dalma va representar Espanya en el Festival de la Cançó d'Eurovisió 1991 amb la cançó Bailar pegados, i hi va quedar en quarta posició. Aquesta participació el va llençar a la fama.
A l'Amèrica Llatina, països com ara l'Argentina, Xile, Mèxic i Veneçuela li van obrir les portes. També va participar dues vegades en el Festival Internacional de Viña del Mar de Xile el 1992, que va incloure l'edició del disc Grandes Éxitos per a Polygram Chile SA, que era un recopilatori de Esa Chica es mía i Sintiéndonos la Piel. Posteriorment, el 2002 tornaria a Viña del Mar.
El 1992 va publicar Adivina, que va arribar a ser el número u gràcies a la cançó Ave Lucía, on hi destacaven temes com Un anillo en la fuente, Tiburón, Una historia distinta (amore banale) i Pregherò. Després va fitxar per a Polygram Ibérica, amb qui va editar quatre discos, i després per la seva discogràfica actual, Universal, amb la qual n'ha publicat cinc més fins ara, incloent-hi un CD doble de grans èxits. Entre les seves cançons més sonades hi ha Galilea, Mi historia entre tus dedos (versió de La mia storia tra le dita, de Gianluca Grignani), Sólo para ti o Déjame olvidarte. El 2008 va publicar A buena hora. Alguns dels seus discos, com Lo mejor de Sergio Dalma i Todo lo que quieres, contenen dues cançons en català, una en gallec (versió pròpia de O tren, d'Andrés do Barro) i una altra en italià.
Amb A buena hora va entrar directament al lloc número 1 en la seva primera setmana a les llistes de vendes, un èxit que li va reportar el primer disc de platí. El 2010 va publicar Trece, amb el qual va entrar directament al número 1 en vendes en l'àmbit estatal.

### Àlbums d'estudi
- Esa chica es mía (1989)
- Sintiéndonos la piel (1991)
- Adivina (1992)
- Sólo para ti (1993)
- Cuerpo a cuerpo (1995)
- Historias normales (1998)
- Nueva vida (2000)
- De otro color (2003)
- Todo lo que quieres (2005)
- A buena hora (2008)
- Trece (2010)
- Vía Dalma (2010)
- Vía Dalma 2 (2011)
- Todo Via Dalma (2012)
- Cadore 33 (2013)
- Dalma (2015)

### Àlbums recopilatoris
- Lo mejor de Sergio Dalma 1989-2004 (2004)
- T'estimo (2013)
- #YoEstuveAllí (2014)

### Àlbums en DVD
- Sergio Dalma en concierto (1996)

## Curiositats
- El seu cognom, Dalma, és un homenatge al poble natal del seu pare Maldà (Urgell).
- Com a presentador va conduir la gala de cap d'any de TVE-1 l'any 1993.https://www.rtve.es/play/videos/especiales-de-navidad/especial-ano-nuevo-1993/6986484/
- També va presentar el Festival de la Cançó de Benidorm l'any 2002.